# VTB United League 2012-2013
La VTB United League 2012-2013 è stata la 5ª edizione della VTB United League. La vittoria finale fu appannaggio dei russi del CSKA Mosca sui conterranei del Lokomotiv Kuban.
Viktor Chrjapa, del CSKA Mosca, venne nominato MVP della finale.

## Squadre partecipanti
| Russia - Chimki - CSKA Mosca - Enisey Krasnojarsk - Kr. Kryl. Samara - Lokomotiv Kuban' - Nižnij Novgorod - Sptk. S. Pietroburgo - Zenit S. Pietroburgo - UNICS Kazan' | Lituania - Lietuvos rytas - Neptūnas Klaipėda - Žalgiris Kaunas | Ucraina - Azov. Mariupol' - Donec'k | Bielorussia - Cmoki Minsk | Kazakistan - Astana |
| Estonia - Kalev/Cramo | Lettonia - VEF Rīga                                             | Polonia - Turów Zgorzelec           | Rep. Ceca - ČEZ Nymburk   |                     |

## Regular season
|  | Play-Off dai Quarti di finale   |
|  | Play-Off dagli Ottavi di finale |

### Gruppo A

#### Classifica
|     | Squadra                | Pt | PG | V  | P  | CF   | CS   | DC   |
| --- | ---------------------- | -- | -- | -- | -- | ---- | ---- | ---- |
| 1.  | Chimki                 | 28 | 18 | 14 | 4  | 1451 | 1305 | +146 |
| 2.  | UNICS Kazan'           | 28 | 18 | 14 | 4  | 1328 | 1169 | +159 |
| 3.  | Krasnye Krylya         | 24 | 18 | 12 | 6  | 1353 | 1304 | +49  |
| 4.  | Spartak S. Pietroburgo | 24 | 18 | 12 | 6  | 1292 | 1174 | +118 |
| 5.  | Astana Tigers          | 20 | 18 | 10 | 8  | 1332 | 1416 | -84  |
| 6.  | Donetsk                | 18 | 18 | 9  | 9  | 1429 | 1325 | +104 |
| 7.  | Lietuvos Rytas         | 18 | 18 | 9  | 9  | 1402 | 1397 | +5   |
| 8.  | Turów Zgorzelec        | 8  | 18 | 4  | 14 | 1318 | 1403 | -85  |
| 9.  | Azovmash Mariupol'     | 6  | 18 | 3  | 15 | 1287 | 1447 | -160 |
| 10. | Kalev Tallinn          | 6  | 18 | 3  | 15 | 1202 | 1389 | -187 |

#### Risultati
|                        | AST      | AZO     | DON     | KAL     | CHI     | KRA     | LIE     | SPA     | ZGO     | KAZ     |
| ---------------------- | -------- | ------- | ------- | ------- | ------- | ------- | ------- | ------- | ------- | ------- |
| Astana Tigers          |          | 75 – 72 | 96 – 90 | 93 – 78 | 92 – 77 | 75 – 78 | 72 – 71 | 78 – 75 | 81 – 61 | 62 – 80 |
| Azovmash Mariupol'     | 82 – 89  |         | 68 – 75 | 76 – 71 | 77 – 91 | 73 – 92 | 88 – 94 | 76 – 81 | 76 – 66 | 71 – 78 |
| Donetsk                | 76 – 56  | 83 – 66 |         | 67 – 46 | 66 – 84 | 96 – 87 | 95 – 79 | 88 – 80 | 99 – 85 | 63 – 74 |
| Kalev Tallinn          | 81 – 85  | 73 – 77 | 61 – 60 |         | 57 – 75 | 73 – 83 | 60 – 73 | 53 – 71 | 72 – 68 | 52 – 70 |
| Chimki                 | 104 – 75 | 91 – 73 | 72 – 58 | 77 – 67 |         | 82 – 81 | 80 – 69 | 72 – 60 | 91 – 72 | 86 – 74 |
| Krasnye Krylya         | 61 – 66  | 72 – 62 | 64 – 59 | 83 – 73 | 76 – 67 |         | 89 – 72 | 75 – 70 | 81 – 77 | 56 – 69 |
| Lietuvos Rytas         | 93 – 60  | 75 – 56 | 99 – 97 | 95 – 73 | 79 – 88 | 81 – 70 |         | 63 – 83 | 78 – 71 | 87 – 80 |
| Spartak S. Pietroburgo | 74 – 57  | 74 – 58 | 59 – 63 | 80 – 59 | 74 – 69 | 61 – 63 | 75 – 48 |         | 76 – 74 | 84 – 68 |
| Turów Zgorzelec        | 93 – 66  | 78 – 69 | 83 – 81 | 80 – 81 | 79 – 86 | 74 – 76 | 86 – 78 | 59 – 63 |         | 64 – 69 |
| UNICS Kazan'           | 70 – 54  | 89 – 67 | 66 – 48 | 68 – 72 | 76 – 70 | 74 – 66 | 74 – 68 | 51 – 52 | 80 – 48 |         |

### Gruppo B

#### Classifica
|     | Squadra            | Pt | PG | V  | P  | CF   | CS   | DC   |
| --- | ------------------ | -- | -- | -- | -- | ---- | ---- | ---- |
| 1.  | Žalgiris Kaunas    | 32 | 18 | 16 | 2  | 1499 | 1269 | +230 |
| 2.  | CSKA Mosca         | 30 | 18 | 15 | 3  | 1390 | 1160 | +230 |
| 3.  | Lokomotiv Kuban    | 24 | 18 | 12 | 6  | 1423 | 1318 | +105 |
| 4.  | VEF Riga           | 22 | 18 | 11 | 7  | 1523 | 1446 | +77  |
| 5.  | Nižnij Novgorod    | 20 | 18 | 10 | 8  | 1320 | 1261 | +59  |
| 6.  | Triumph Lyubertsy  | 18 | 18 | 9  | 9  | 1413 | 1363 | +50  |
| 7.  | Enisey Krasnojarsk | 12 | 18 | 6  | 12 | 1337 | 1438 | -101 |
| 8.  | ČEZ Nymburk        | 10 | 18 | 5  | 13 | 1282 | 1448 | -166 |
| 9.  | Cmoki Minsk        | 6  | 18 | 3  | 15 | 1246 | 1451 | -205 |
| 10. | Neptūnas Klaipėda  | 6  | 18 | 3  | 15 | 1381 | 1597 | -216 |

#### Risultati
|                    | CEZ     | CSK     | ENI     | LOK     | NEP      | NOV     | TRI      | MIN       | VEF     | ZAL     |
| ------------------ | ------- | ------- | ------- | ------- | -------- | ------- | -------- | --------- | ------- | ------- |
| ČEZ Nymburk        |         | 63 – 76 | 69 – 61 | 81 – 74 | 84 – 78  | 73 – 81 | 68 – 96  | 65 – 56   | 81 – 83 | 84 – 90 |
| CSKA Mosca         | 84 – 75 |         | 77 – 52 | 83 – 56 | 79 – 57  | 83 – 60 | 80 – 71  | 68 – 57   | 83 – 75 | 68 – 74 |
| Enisey Krasnojarsk | 81 – 59 | 64 – 73 |         | 87 – 94 | 63 – 77  | 62 – 67 | 74 – 78  | 77 – 74   | 69 – 93 | 64 – 99 |
| Lokomotiv Kuban    | 75 – 54 | 61 – 72 | 93 – 64 |         | 84 – 48  | 75 – 74 | 74 – 65  | 89 – 74   | 95 – 98 | 70 – 78 |
| Neptūnas Klaipėda  | 96 – 86 | 72 – 83 | 88 – 89 | 83 – 95 |          | 72 – 90 | 88 – 97  | 110 – 106 | 60 – 86 | 62 – 90 |
| Nižnij Novgorod    | 82 – 66 | 70 – 68 | 84 – 44 | 54 – 61 | 84 – 63  |         | 76 – 80  | 55 – 54   | 82 – 86 | 58 – 76 |
| Triumph Lyubertsy  | 89 – 52 | 62 – 82 | 77 – 81 | 78 – 89 | 83 – 80  | 71 – 59 |          | 80 – 66   | 78 – 80 | 69 – 70 |
| Cmoki Minsk        | 71 – 63 | 48 – 90 | 65 – 79 | 64 – 80 | 93 – 71  | 66 – 93 | 62 – 85  |           | 74 – 85 | 86 – 62 |
| VEF Riga           | 85 – 89 | 67 – 75 | 85 – 69 | 72 – 77 | 94 – 89  | 87 – 89 | 101 – 78 | 98 – 73   |         | 77 – 72 |
| Žalgiris Kaunas    | 90 – 70 | 76 – 66 | 86 – 61 | 89 – 81 | 111 – 87 | 69 – 62 | 80 – 76  | 81 – 57   | 86 – 71 |         |

## Play-Off

### Ottavi di finale
| Squadra 1              | Totale | Squadra 2         | Gara 1  | Gara 2  | Gara 3  |
| ---------------------- | ------ | ----------------- | ------- | ------- | ------- |
| Krasnye Krylya         | 2 - 0  | Triumph Lyubertsy | 76 - 69 | 77 - 67 | -       |
| Lokomotiv Kuban        | 2 - 0  | Donetsk           | 86 - 80 | 88 - 77 | -       |
| Spartak S. Pietroburgo | 1 - 2  | Nižnij Novgorod   | 83 - 69 | 57 - 62 | 85 - 88 |
| VEF Riga               | 2 - 1  | Astana Tigers     | 76 - 89 | 87 - 54 | 76 - 67 |

### Quarti di finale
| Squadra 1       | Totale | Squadra 2       | Gara 1   | Gara 2   | Gara 3  | Gara 4  | Gara 5 |
| --------------- | ------ | --------------- | -------- | -------- | ------- | ------- | ------ |
| Chimki          | 3 - 0  | VEF Riga        | 103 - 82 | 104 - 82 | 82 - 60 |         |        |
| CSKA Mosca      | 3 - 1  | Krasnye Krylya  | 77 - 46  | 87 - 78  | 49 - 50 | 69 - 56 |        |
| Žalgiris Kaunas | 3 - 1  | Nižnij Novgorod | 75 - 63  | 66 - 62  | 59 - 60 | 66 - 59 |        |
| UNICS Kazan'    | 1 - 3  | Lokomotiv Kuban | 72 - 80  | 65 - 77  | 68 - 65 | 64 - 68 |        |

### Semifinali
| Squadra 1       | Totale | Squadra 2       | Gara 1  | Gara 2  | Gara 3  | Gara 4  | Gara 5  |
| --------------- | ------ | --------------- | ------- | ------- | ------- | ------- | ------- |
| Chimki          | 2 - 3  | CSKA Mosca      | 83 - 80 | 72 - 74 | 47 - 61 | 77 - 75 | 64 - 87 |
| Žalgiris Kaunas | 1 - 3  | Lokomotiv Kuban | 80 - 53 | 63 - 85 | 72 - 82 | 62 - 84 |         |

### Finale
| Squadra 1  | Totale | Squadra 2       | Gara 1  | Gara 2  | Gara 3  | Gara 4  | Gara 5 |
| ---------- | ------ | --------------- | ------- | ------- | ------- | ------- | ------ |
| CSKA Mosca | 3 - 1  | Lokomotiv Kuban | 72 - 65 | 64 - 54 | 58 - 69 | 59 - 54 |        |

| VTB United League 2012-13 |
| ------------------------- |
| CSKA Mosca 4º titolo      |

## Squadra vincitrice
| N° | Naz.                   | Ruolo | Sportivo             |  | Alt. |  |
| -- | ---------------------- | ----- | -------------------- |  | ---- |  |
| 4  | Serbia (bandiera)      | P     | Miloš Teodosić       |  | 195  |  |
| 5  | Serbia (bandiera)      | C     | Vladimir Micov       |  | 203  |  |
| 6  | Russia (bandiera)      | AC    | Aleksandr Gudumak    |  | 204  |  |
| 7  | Stati Uniti (bandiera) | P     | Aaron Jackson        |  | 193  |  |
| 11 | Russia (bandiera)      | C     | Dmitrij Sokolov      |  | 214  |  |
| 12 | Serbia (bandiera)      | C     | Nenad Krstić         |  | 213  |  |
| 13 | Stati Uniti (bandiera) | GA    | Sonny Weems          |  | 198  |  |
| 14 | Russia (bandiera)      | A     | Aleksej Zozulin      |  | 199  |  |
| 17 | Serbia (bandiera)      | AC    | Zoran Erceg          |  | 213  |  |
| 18 | Russia (bandiera)      | G     | Evgenij Voronov      |  | 190  |  |
| 20 | Russia (bandiera)      | AG    | Andrej Voroncevič    |  | 204  |  |
| 24 | Russia (bandiera)      | C     | Saša Kaun            |  | 210  |  |
| 31 | Russia (bandiera)      | AG    | Viktor Chrjapa       |  | 206  |  |
| 33 | Russia (bandiera)      | G     | Anton Ponkrašov      |  | 200  |  |
| 44 | Grecia (bandiera)      | P     | Theodōros Papaloukas |  | 200  |  |
|    | Italia (bandiera)      | All.  | Ettore Messina       |  |      |  |

## Premi e riconoscimenti
- VTB United League MVP:  E.J. Rowland[1],  VEF Rīga
- VTB United League MVP Finals:  Viktor Chrjapa[2],  CSKA Mosca
- Miglior giovane:  Sergej Karasëv[3],  Triumf Ljubercy
- VTB United League Top Czech player:  Petr Benda[4],  ČEZ Nymburk
- VTB United League Top Polish player:  Aaron Cel[5],  Turów Zgorzelec
- VTB United League Top Estonian player:  Tanel Sokk[6],  Kalev/Cramo
- VTB United League Top Kazakh player:  Anton Ponomarëv[7],  Astana
- VTB United League Top Belarusian player:  Uladzimir Verameenka[8],  UNICS Kazan'
- VTB United League Top Latvian player:  Kristaps Janičenoks[9],  VEF Riga
- VTB United League Top Ukrainian player:  Oleksij Pečerov[10],  Azovmash Mariupol'
- VTB United League Top Lithuanian player:  Mantas Kalnietis[11],  Lokomotiv Kuban
- VTB United League Top Russian player:  Viktor Chrjapa[12],  CSKA Mosca